# Interalliierte Siegesmedaille (Italien)

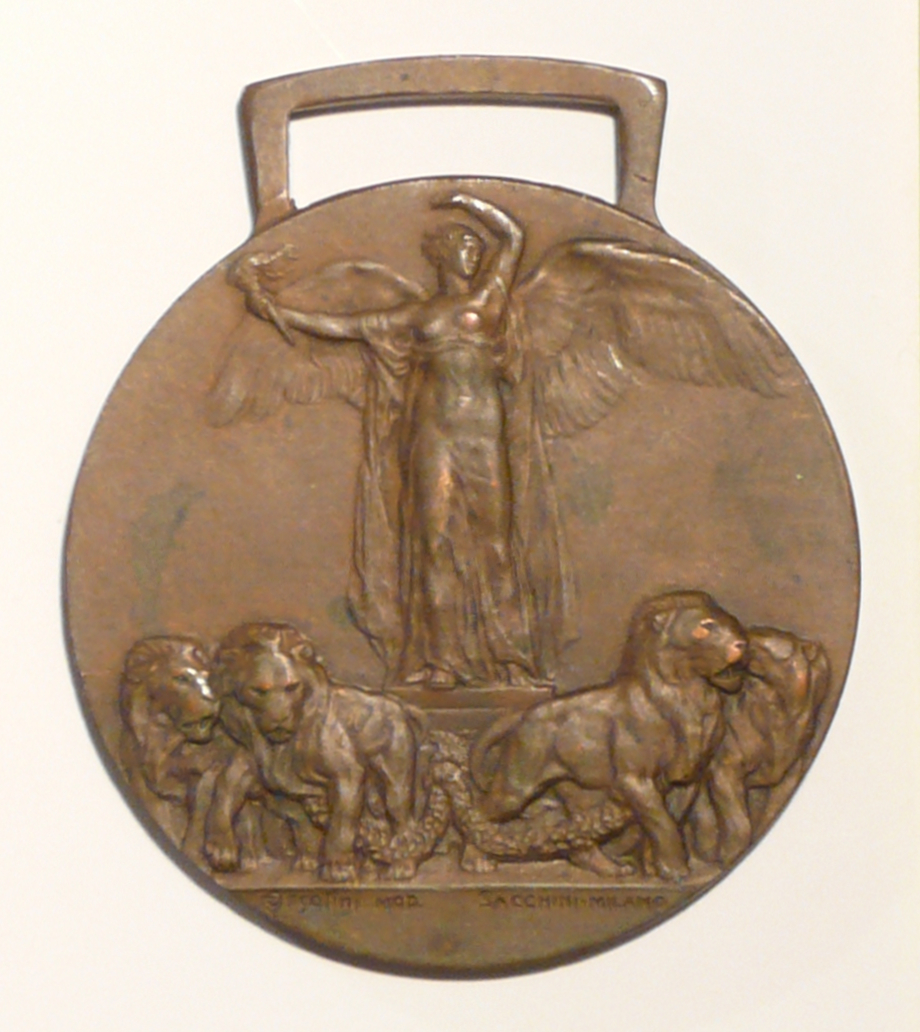
Avers

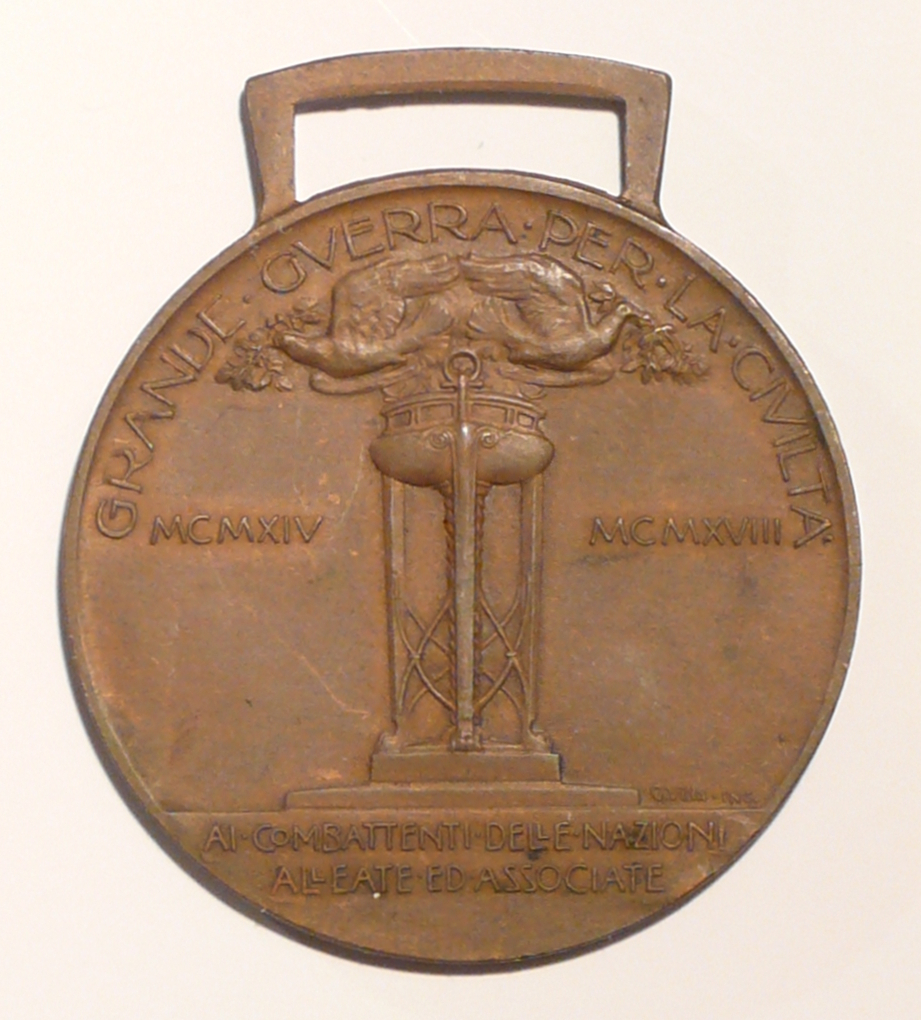
Revers

Bandschnalle

Die Interalliierte Siegesmedaille (it. Medaglia interalleata della vittoria) wurde am 16. Dezember 1920 per Dekret Nr. 1918/20 durch König Viktor Emanuel III. von Italien gestiftet. Sie wurde an all jene Angehörigen der Italienischen Streitkräfte verliehen, die im Zuge des Ersten Weltkriegs auf Seiten der Alliierten an der Italienfront beteiligt waren. Sie war damit eine von insgesamt elf Interalliierten Siegesmedaillen. Weitere Verleihungsvoraussetzung war die mindestens viermonatige Dienstzeit unter italienischem Kommando. 1946 wurden die Verleihungen eingestellt. Bis zu diesem Zeitpunkt wurden etwa zwei Millionen Medaillen ausgegeben.

## Aussehen und Trageweise
Die bronzefarbene Medaille mit einem Durchmesser von 36 mm zeigt auf ihrem Avers die Siegesgöttin Victoria mit Engelsflügeln, die in ihrer rechten Hand die Fackel der Freiheit trägt. Die Göttin steht dabei auf einem Podest, welches von vier Löwen an einem Seil gezogen wird. Unter den Löwen finden sich die Inschriften G. Orsolini Mod und die Herstellerfirmen. In diesem Bild die Firma FMLorioli & Castles - Mailand. Das Revers der Medaille zeigt ein Weihegefäß, aus dem zwei Tauben mit Lorbeerzweigen in den Schnäbeln in nach links bzw. rechts fliegen. Neben dem Gefäß sind die Römischen Jahreszahlen MCMXIV (1914) und MCMXVIII (1918) zu lesen, die für den Beginn bzw. das Ende des Weltkrieges stehen. Über den Tauben ist in einer halbkreisförmigen Umschrift GRANDE GVERRA PER LA CIVILTA (Der große Krieg für die Zivilisation) zu lesen. Abschließend wurde am unteren Rand der Medaille die zweizeilige Inschrift: AI COMBATTENTI DELLE NAZIONI / ALLEATE ED ASSOCIATE (Den Frontkämpfern der alliierten und assoziierten Nationen) aufgebracht.
Getragen wurde die Medaille an der linken oberen Brustseite des Beliehenen an einem regenbogenfarbigen Band mit der Farbkombination: Blau-Grün-Gelb-Orange-Rot-Orange-Gelb-Grün-Blau, wobei die Farbe Rot die Mitte darstellt.